# Olios stimulator
Olios stimulator là một loài nhện trong họ Sparassidae.
Loài này thuộc chi Olios. Olios stimulator được Eugène Simon miêu tả năm 1897.